# Bârsești
Bârseşti é uma comuna romena localizada no distrito de Vrancea, na região de Moldávia. A comuna possui uma área de 14.55 km² e sua população era de 1610 habitantes segundo o censo de 2007.